# دبلیودبلیوئی مانی این د بنک

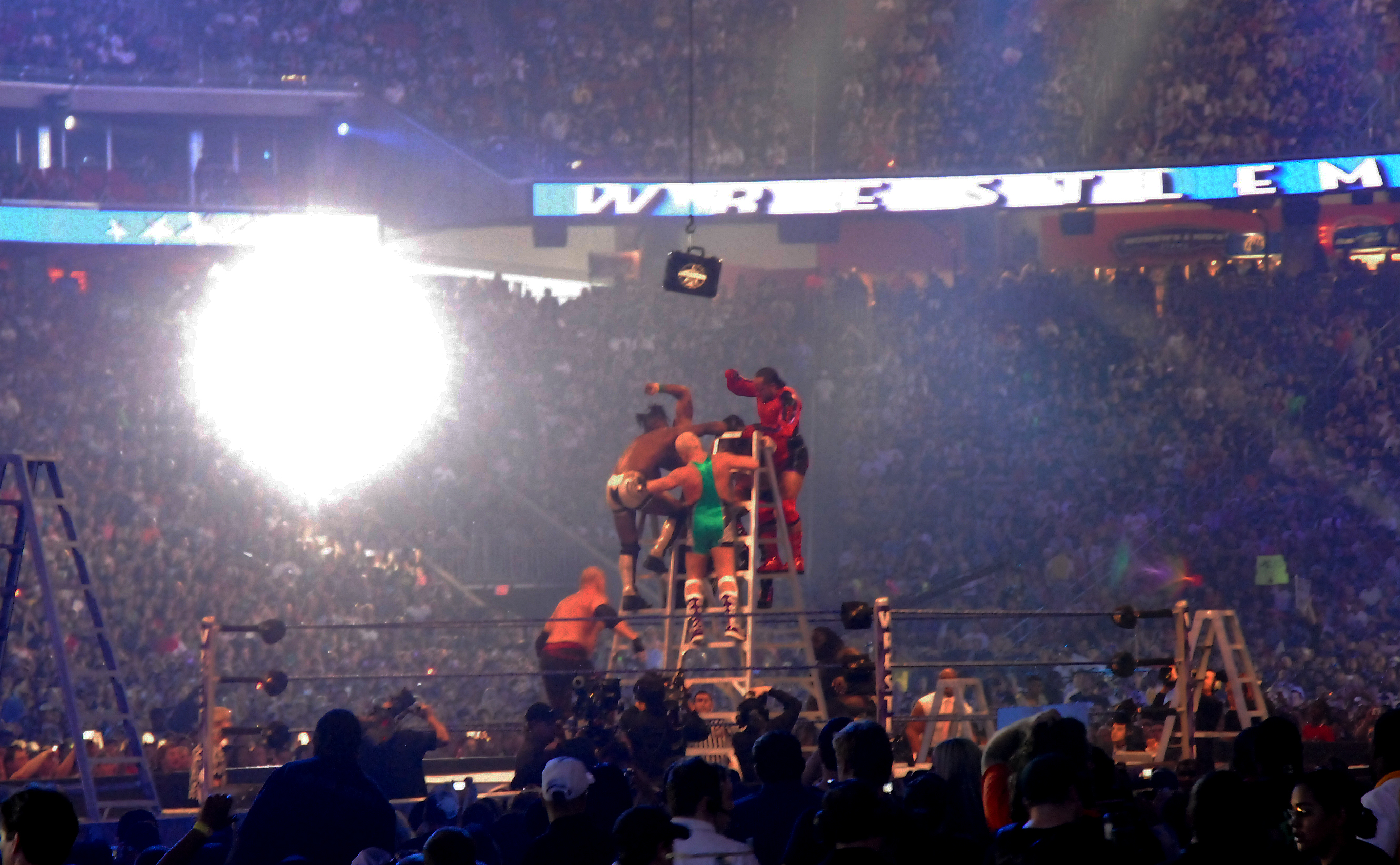
مسابقه مانی این د بنک در رسلمنیا ۲۵ (سال ۲۰۰۹)

دبلیودبلیوئی مانی این دِ بَنک (به انگلیسی: WWE Money in the Bank) یک رویداد غیر رایگان (Pay-Per-View) در کشتی حرفه ای و شبکه دبلیودبلیوئی است که توسط کمپانی دبلیودبلیوئی، یک کمپانی کشتی حرفه‌ای مستقر در کانتیکت، تولید می‌شود. این رویداد در سال ۲۰۱۰ تأسیس شد. تا قبل از تأسیس این رویداد مسابقه نردبان مانی این د بنک فقط در رسلمانیا برگزار می‌شد. اولین مسابقه نردبان مانی این د بنک تاریخ در رسلمانیا ۲۱ اتفاق افتاد و این روند تا رسلمانیا ۲۶ ادامه داشت تا این که کمپانی دبلیودبلیوئی تصمیم گرفت یک رویداد غیر رایگان (Pay-Per-View) با همین نام تأسیس کند و از آن به بعد مسابقه نردبان مانی این د بنک مسابقه اصلی این رویداد می‌باشد.

## قوانین مسابقه نردبان مانی این د بنک
راه پیروزی در این مسابقه بالا رفتن از نردبان و برداشتن چمدان می‌باشند. استفاده از هر وسیله در این مسابقه مجاز است و قانون رد صلاحیت (DQ) در این مسابقه وجود ندارد. صاحب چمدان می‌تواند در هر زمان که بخواهد قهرمان جهان را به مبارزه بطلبد.

## توضیحات اضافه

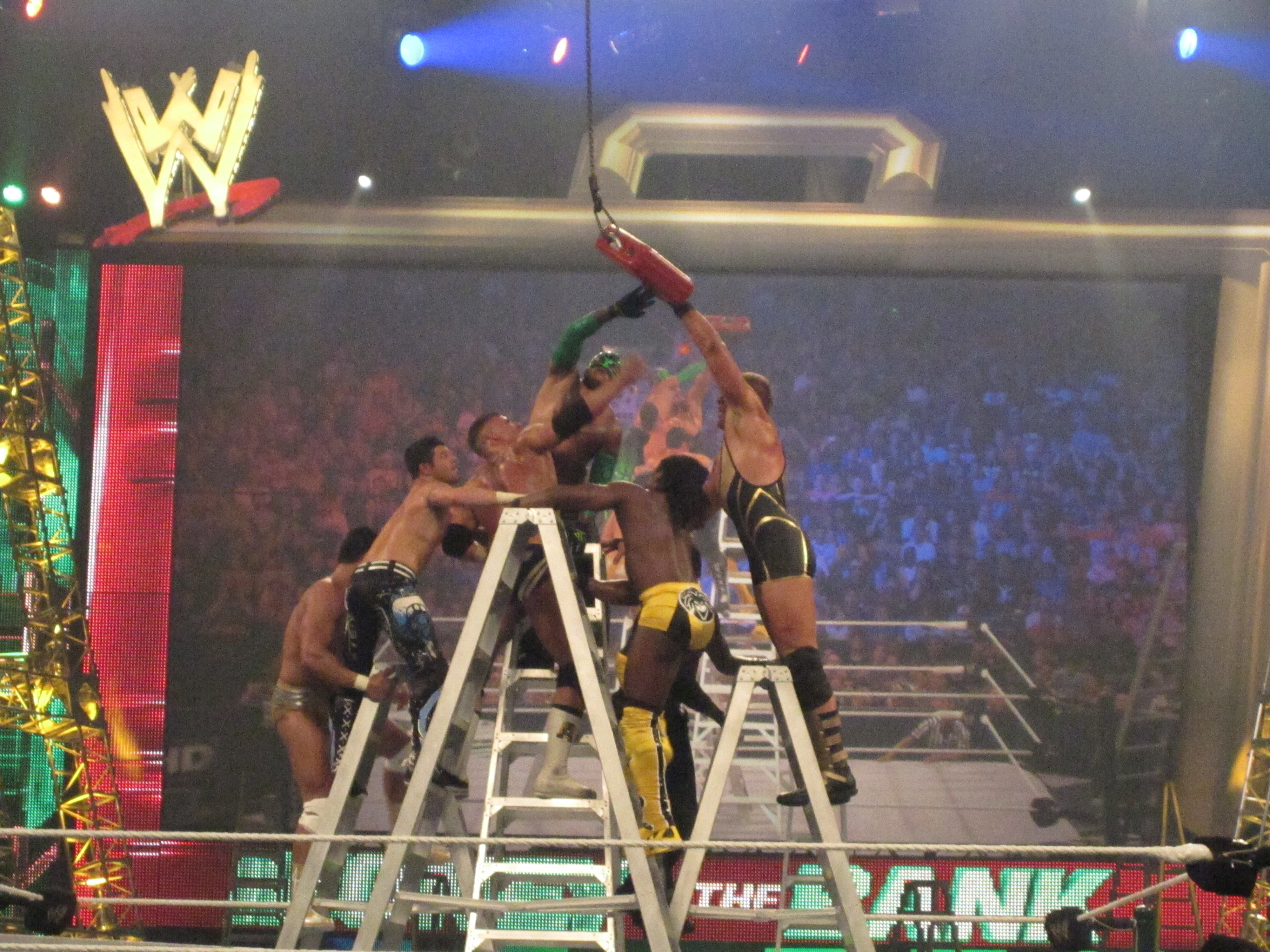
یکی از مسابقات مانی این د بنک سال ۲۰۱۱

اولین مسابقه مانی این د بنک در رسلمانیا ۲۱ در سال ۲۰۰۵ برگزار شد که ادج با پیروزی در آن اولین صاحب چمدان مانی این د بنک نام گرفت.
سی ام پانک با ۲ بار پیروزی در این نوع مسابقه، رکورد بیشترین پیروزی در این مسابقه را دارد.
مسابقه‌هایی که در رسلمنیا انجام می‌شد، قهرمان حق داشت روی هر کدام از کمربندهای قهرمانی مسابقه دهد اما در سال ۲۰۱۰ وقتی که این پی پر ویو تأسیس شد، برای هر کمربند، چمدانی جدا با رنگ‌های قرمز (برای برند راء) و آبی (برای برند اسمکدان) طراحی شد.
مستر کندی تنها کسی است که چمدان خود را در یک مسابقه به ادج واگذار کرد و ادج با استفاده از آن روی آندرتیکر قهرمان جدید سنگین‌وزن شد.
کریس جریکو در مقابل سی ام پانک و همچنین جان سینا مقابل دولف زیگر در یک مسابقه لدر مچ سر چمدان مسابقه دادند ولی قهرمانان(سی ام پانک و دولف زیگلر) از عنوان خود دفاع کردند
جان سینا در قسمت ۱۰۰۰ از شوی WWE RAW با استفاده ار چمدان خود سی ام پانک (قهرمان کمربند WWE) را به مبارزه طلبید که در آن مسابقه بیگ شو دخالت کرد و سینا اولین کسی که با استفاده از چمدان مانی این د بنک قهرمانی به دست نیاورده نام گرفت. البته جان سینا با قانون رد صلاحیت پیروز شد اما اگر مسابقه با رد صلاحیت یا کونتاک تمام شود، قهرمان عوض نخواهد شد.
دمین سنداو نیز با استفاده از چمدان خود روی قهرمان کمربند سنگین‌وزن یعنی جان سینا قرار گرفت ( سال ۲۰۱۳ ) ولی جان سینا با انجام فینیشر و پین موفق به شکست دمین سندا شد و دمین سندا دومین کشتی‌گیری بود که با استفاده از چمدان باخت.
بارون کوربین نیز با کش چمدان خود قهرمان کمربند دبلیو دبلیو یعنی جیندر محال را در سال۲۰۱۷ به مبارزه طلبید اما با پرت شدن حواسش توسط جان سینا و پین شدن او توسط جیندر تبدیل به سومین کشتیگیری شد که نتوانست با کش چمدان قهرمان شود.

## جزئیات پی پر ویوهای برگزار شده با این نام
|  | رویداد ویژه برند اسمک‌داون |

| نام رویداد            | تاریخ         | شهر                                | مکان برگزاری              | مهم‌ترین مسابقه | برندگان مانی این د بنک                                                                       |
| --------------------- | ------------- | ---------------------------------- | ------------------------- | --- | -------------------------------------------------------------------------------------------- |
| مانی این د بنک (۲۰۱۰) | ۱۸ ژوئیه ۲۰۱۰ | کانزاس‌سیتی                         | اسپرینت سنتر              | شیمس (قهرمان) (برنده) در مقابل جان سینا در یک مسابقه قفس فولادین سر کمربند دبلیودبلیوئی | کین (SmackDown) میز (Raw)                                                                    |
| مانی این د بنک (۲۰۱۱) | ۱۷ ژوئیه ۲۰۱۱ | شیکاگو                             | آل‌استیت آرنا              | سی ام پانک در مقابل جان سینا در یک مسابقه تک به تک سر کمربند دبلیودبلیوئی | دنیل براین (SmackDown) آلبرتو دل ریو (Raw)                                                   |
| مانی این د بنک (۲۰۱۲) | ۱۵ ژوئیه ۲۰۱۲ | فینیکس، آریزونا                    | US Airways Center         | جان سینا (برنده) در مقابل کریس جریکو، کین، میز و بیگ شو در یک مسابقه نردبانی مانی این د بنک (چمدان مربوط به کمربند WWE) contract                                                                                 | دولف زیگلر (World Heavyweight Championship contract) جان سینا (WWE Championship contract)    |
| مانی این د بنک (۲۰۱۳) | ۱۳ ژوئیه ۲۰۱۳ | فیلادلفیا، پنسیلوانیا              | Wells Fargo Center        | رندی اورتون (برنده) در مقابل راب ون دام، دنیل برایان، کریسچن، سی ام پانک و شیمس در یک مسابقه نردبانی مانی این د بنک (چمدان مربوط به کمربند دبلیودبلیوئی)                                                         | دیمین ساندو (World Heavyweight Championship contract) رندی اورتن (WWE Championship contract) |
| مانی این د بنک (۲۰۱۴) | ۲۹ ژوئن ۲۰۱۴  | بوستون، ماساچوست                   | تی‌دی گاردن                | جان سینا (برنده) در مقابل آلبرتو دل ریو، رندی اورتون، شیمس، بری وایت، آنتونیو سزارو، رومن رینز و کین در یک مسابقه نردبانی سر کمربندهای بدون صاحب دبلیودبلیوئی و سنگین‌وزن                                         | سث رولینز (چمدان مربوط به هر دو کمربند)                                                      |
| مانی این د بنک (۲۰۱۵) | ۱۴ ژوئن ۲۰۱۵  | کلمبوس                             | نِیشِن‌واید اِرینا            | شیمس پیروز مقابل نِویل، رومن رینز، رندی اورتن، کوفی کینگستون، کین و دالف زیگلر (با همراهی لانا) | شیمس (چمدان مربوط به هر دو کمربند)                                                           |
| مانی این د بنک (۲۰۱۶) | ۲۹ ژوئن ۲۰۱۶  | بوستون، ماساچوست                   | تی‌دی گاردن                | دین امبروز (برنده) در مقابلست رولینز و رومن رینز در مسابقه سر کمربند دبلیو دبلیوئی سنگین‌وزن جهان | دین امبروز (چمدان مربوط به هر دو کمربند)                                                     |
| مانی این د بنک (۲۰۱۷) | ۱۸ ژوئن ۲۰۱۷  | سنت لوئیس، میزوری                  | اسکوت‌ترید سنتر            | جیندر ماهال (c) در مقابل رندی ارتن در مسابقه سر کمربند قهرمانی دبلیودبلیوئی | برن کوربین (چمدان مربوط به هر دو کمربند)                                                     |
| مانی این د بنک (۲۰۱۸) | ۱۷ ژوئن ۲۰۱۸  | روزمونت، ایلینوی                   | آل‌استیت آرنا              | دنیل برایان(c) در مقابل بیگ کس سر کمربند بین قاره ای | براون استرومن                                                                                |
| مانی این د بنک (۲۰۱۹) | ۱۹ می ۲۰۱۹    | هارتفورد،کنتیکت                    | ایکس ال سنتر              | مصطفی علی در مقابل آندراده در مقابل بارون کوربین در مقابل براک لزنر در مقابل درو مک اینتایر در مقابل فین بالر در مقابل رندی اورتون مقابل ریکوشی در مسابقه نردبان مانی این د بنک برای قرارداد مسابقه قهرمانی جهان | براک لزنر                                                                                    |
| مانی این د بنک (۲۰۲۰) | ۱۰ می ۲۰۲۰    | اورلاندو، فلوریدا و استمورد،کنتیکت | مرکز تمرینات دبلیودبلیوئی | ای‌جی استایلز در مقابل آلیستر بلک، دنیل برایان، کینگ کوربین، اوتیس و ری میستریو در مسابقه نردبان مانی این د بنک برای قرارداد مسابقه قهرمانی جهان                                                                  | اوتیس                                                                                        |
| مانی این د بنک (۲۰۲۱) | ۱۸ ژوئیه ۲۰۲۱ | فورت ورث، تگزاس                    | دیکیز آرنا                | رومن رینز در مقابل ادج برای قهرمانی کمربند یونیورسال | بیگ ای                                                                                       |
| مانی این د بنک (۲۰۲۲) | ۲ ژوئیه ۲۰۲۲  | لاس وگاس، نوادا                    | ام جی ام گرند گاردن آرنا  | آستین تئوری در مقابل درو مکینتایر، مدکب ماس، اوماس، مت ریدل، سمی زین، ست رولینز وشیمس در مسابقه نردبان مانی این د بنک برای قرارداد مسابقه قهرمانی جهان                                                           | آستین تئوری                                                                                  |
| مانی این د بنک (۲۰۲۳) | ۱ ژوئیه ۲۰۲۳  | لندن، انگلستان                     | او۲ آرنا                  | نا مشخص | نا مشخص                                                                                      |

## نام افرادی که در این مسابقه حضور داشته‌اند

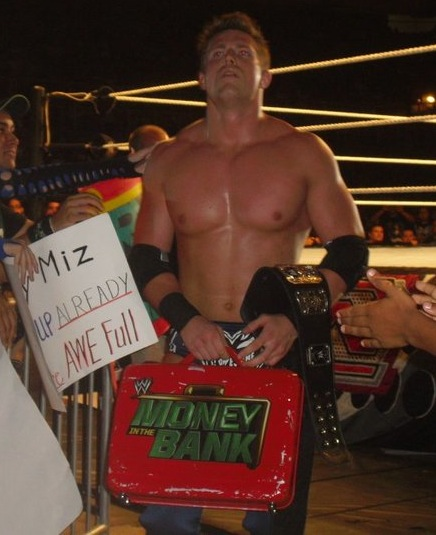
میز: صاحب چمدان مانی این د بنک و کمربند ایالات متحده

| نام           | تعداد پیروزی | تعداد حضورها |
| ------------- | ------------ | ------------ |
| سی ام پانک    | ۲            | ۴            |
| آلبرتو دل ریو | ۱            | ۲            |
| دمین سنداو    | ۱            | ۲            |
| جان سینا      | ۱            | ۱            |
| براون استرومن | ۱            | ۱            |
| راب ون دم     | ۱            | ۲            |
| دنیل براین    | ۱            | ۲            |
| مستر کندی     | ۱            | ۲            |
| ادج           | ۱            | ۳            |
| جک سوئگر      | ۱            | ۳            |
| داف زیگلر     | ۱            | ۳            |
| میز           | ۱            | ۳            |
| رندی اورتون   | ۱            | ۳            |
| کین           | ۱            | ۶            |
| کریس بنوا     | ۰            | ۱            |
| ریک فلیر      | ۰            | ۱            |
| بابی لشلی     | ۰            | ۱            |
| جف هاردی      | ۰            | ۱            |
| بوکر تی       | ۰            | ۱            |
| کارلیتو       | ۰            | ۱            |
| تد دیبیاسی    | ۰            | ۱            |
| هیث اسلیتر    | ۰            | ۱            |
| جاستین گابریل | ۰            | ۱            |
| ری میستریو    | ۰            | ۱            |
| الکس رایلی    | ۰            | ۱            |
| آر-تروث       | ۰            | ۱            |
| سانتینو مارلا | ۰            | ۱            |
| تنسای         | ۰            | ۱            |
| تایسون کید    | ۰            | ۱            |
| دین امبروز    | ۱            | ۲            |
| فاندانگو      | ۰            | ۱            |
| آنتونیو سزارو | ۰            | ۲            |
| شیمس          | ۱            | ۳            |
| وید برت       | ۰            | ۲            |
| جان موریسون   | ۰            | ۲            |
| مارک هنری     | ۰            | ۲            |
| درومکینتر     | ۱            | ۲            |
| بیگ شو        | ۰            | ۲            |
| سین کارا      | ۰            | ۲            |
| فینلی         | ۰            | ۳            |
| ام وی پی      | ۰            | ۳            |
| اون بورن      | ۰            | ۳            |
| کودی رودز     | ۰            | ۴            |
| کریس جریکو    | ۰            | ۵            |
| کوفی کینگستون | ۰            | ۴            |
| شلتون بنجامین | ۰            | ۵            |
| کریشن         | ۰            | ۶            |
| مت هاردی      | ۰            | ۴            |